# Hieron II.
Hieron II. (grško starogrško Ἱέρων Β΄: Hieron II) je bil grški kralj Sirakuz na Siciliji, ki je vladal od leta 270 do 215 pr. n. št., * okoli 308 pr. n. št., † 215 pr. n. št..
Bil je nezakonski sin sirakuškega plemiča Hierokla, ki se je razglasil za potomca kralja Gelona. Oče je bil nekdanji general epirskega kralja Pira in pomembna osebnost v prvi punski vojni.

## Prva punska vojna
Po odhodu epirskega kralja Pira s Sicilije leta 275 pr. n. št. so sirakuška vojska in meščani za poveljnika svoje vojske izbrali Hierona. Hieron je svoj položaj utrdil s poroko s hčerko enega od najvplivnejših meščanov Leptina.  Medtem so Mamertinci, Agatoklejevi vojaški najemniki iz Kampanije zasedli trdnjavo Messana  in začeli ogrožati Sirakuze. Hieron jih je v bitki  pri Milah (sedanji Milazzo) premagal, Messana pa je zaradi diplomatskega posredovanja Kartažanov ostala v njihovih rokah. Hvaležni meščani Sirakuz so ga kljub temu leta 270 pr. n. št. izvolili za kralja.
Leta 264 pr. n. št. je ponovno napadel Mamertince, ki so zato na pomoč poklicali Rimljane. Hieron se je takoj pridružil punskemu voditelju  Hanonu, ki je malo pred tem pristal na Siciliji. Začela se je prva punska vojna, ki je trajala 23 let. Njuna bitka proti Rimljanom pod poveljstvom Apija Klavdija Kavdeksa se je končala neodločeno in Hieron se je umaknil v Sirakuze.

## Sirakuški kralj
Pod pritiskom rimske vojske, ki je oblegala Sirakuze, je leta 263 pr. n. št. z Rimom sklenil separatni mir, po katerem je vladal jugovzhodni Siciliji in vzhodni obali do Tauromenija.
Od takrat je do svoje smrti leta 215 pr. n. št. ostal zvest Rimljanom in jim med prvo punsko vojno pogosto pomagal z vojaki in ivežem. Vzdrževal je močno obrambno ladjevje in med rimskim obleganjem Sirakuz zaposlil učenjaka Arhimeda za gradnjo pomembnih obrambnih naprav.
Po zgodbi, ki jo je zapisal Mark Vitruvij Polio,  je Hieron sumil, da so ga zlatarji, katerim je izročil čisto zlato za izdelavo votivne krone, ogoljufali in vanj primešali cenejše srebro. Arhimeda je prosil, naj ugotovi, ali je to res.  Arhimed je med ugotavljanjem pristnosti odkril zakon vzgona in od navdušenja vzklikal  »eureka, eureka« in nag tekal po Srakuzah.  Vitruvij zgodbo zaključuje s trditvijo, da je Arhimed potrdil kraljeva sumničenja.

## Zapuščina
Razcvet Sirakuz med Hieronimovim vladanjem v šestnajstih idilah opeva njegov priljubljen pesnik  Teokrit.
Machiavelli v svojem Vladarju omenja Hierona kot izjemno krepostnega  moža in redek primer nekoga, ki je iz zasebnika postal vladar. Primerja ga z Mojzesom, Kirom Velikim, Tezejem in Romulom.